# Varan molucký
Varan molucký (Varanus melinus) je druh ještěra, který se vyskytuje v Indonésii, konkrétně na ostrovech Obi a Sula.
Vědecky byl popsán teprve v roce 1997.  Do té doby byl řazen k varanu mangrovovému, který je blízkým příbuzným.
Má pro lidi atraktivní žlutočerné zbarvení, což způsobuje pokles jeho stavů. Často jej totiž loví pašeráci.

## Chov v zoo
V Evropě je tento druh chován v devíti institucích, a to v celkovém počtu 26 jedinců. V rámci Česka je chová jen Zoo Praha.

### Chov v Zoo Praha
V Zoo Praha je varan molucký chován od roku 2007, kdy přišli jedinci ze Zoo Plzeň, byť původně konfiskovaná zvířata. V roce 2014 byl zaznamenán první úspěšný odchov. Další se podařilo zopakovat v roce 2018 (dvě mláďata). V mezidobí se žádné jiné evropské instituci nepodařilo tento druh rozmnožit. Navíc se jedná o druhou generaci chovu. Mládě se narodilo v březnu a květnu 2019 a rovněž v lednu 2020. V dubnu 2020 bylo zaznamenáno šest mláďat.